# إشعاع هوكينغ

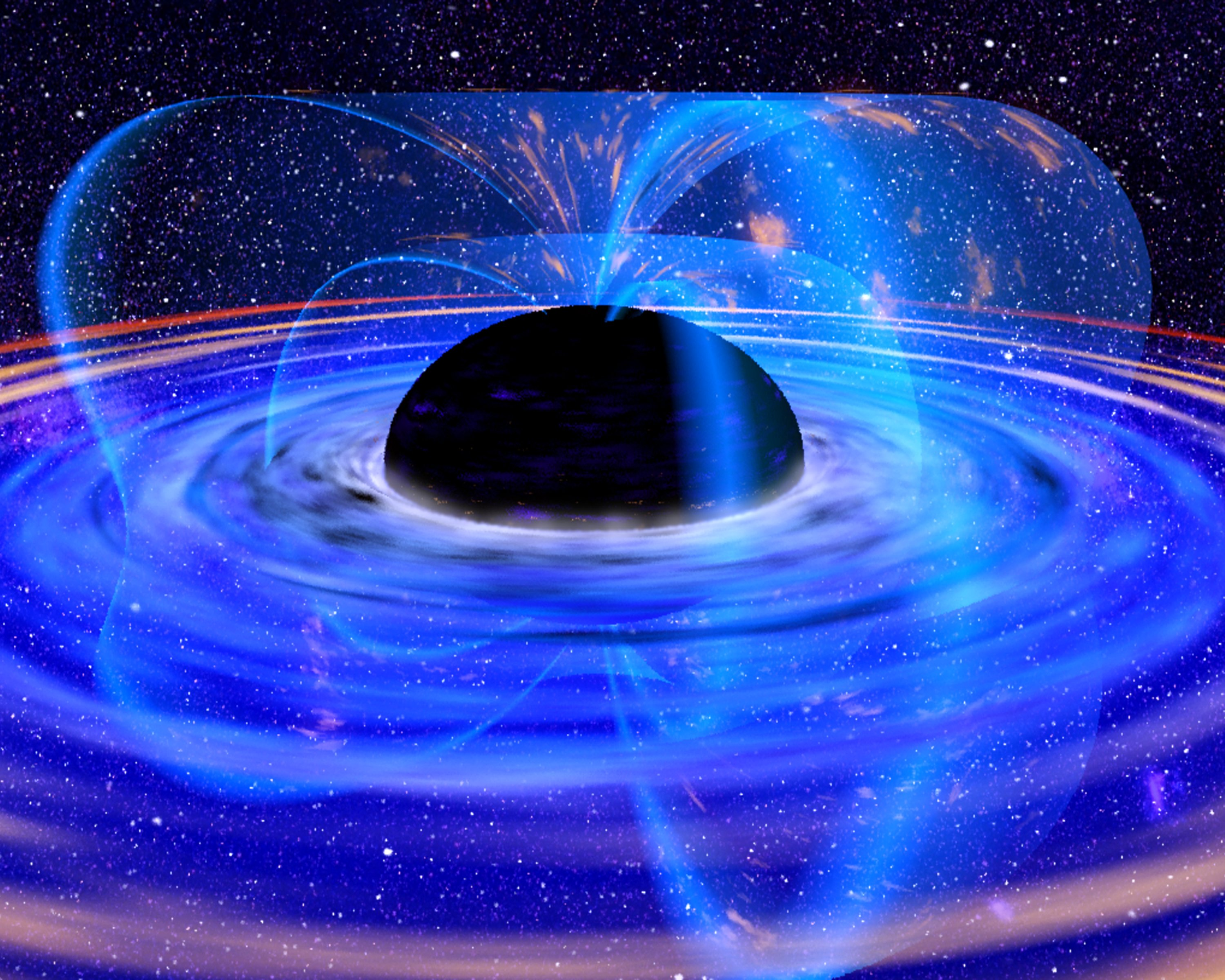
صورة خيالية لثقب أسود.

إشعاع هوكينغ (بالإنجليزية: Hawking radiation)‏ أو ما يسمى أيضاً باسم إشعاع بيكشتاين-هاوكينغ هو إشعاع حراري تتنبأ الفيزياء بأنه يصدر عن الثقوب السوداء، نتيجة لظواهر كمومية. سمي هذا الإشعاع نسبة لـ «ستيفن هوكينج» الذي برهن نظرياً على وجود هذه الإشعاعات سنة 1974. وأحياناً أيضاً تنسب إلى Jacob Bekenstein الذي تنبأ بأنّ الثقوب السوداء لها حرارة واعتلاج محدودة وليست صفرًا.
ويعتقد أنّ إشعاع هوكينغ هو ما يتسبب في تقلص الثقوب السوداء واضمحلالها.

## تفسير
بعكس الفيزياء التقليدية فإن ميكانيكا الكم لا تفترض أنّ الفراغ «فراغ لا يحتوي على شيء» وإنما هو حالة معقدة يتأرجح فيها الفراغ. ويفترض في ذلك أنّ التأرجح الفراغي يتكون من جسيمات افتراضية حيث تظهر فجأة جسيم ونقيض الجسيم طبقًا لمبدأ عدم التأكد لـ «هايزنبرج» لفترة زمنية قصيرة جدًا جدًا ثم يختفيان. كما يُشكل أفق الحدث للثقب الأسود منطقة يحدث فيها إنتاج زوجي لجسيمات افتراضية واختفائها كثيرًا. تنشأ فجأة تلك الجسيمات المزدوجة الافتراضية وتكون - طبقًا لقانون بقاء الطاقة - طاقة جسيم موجبة أما نقيضه فتكون طاقته سالبة. ونظرًا لكون شدة الجاذبية للثقب الأسود بالغة الكبر، فمن الممكن أن تحتوي على جسيمات حقيقية ذات طاقة سالبة. وعلى ذلك فمن الممكن أن يسقط جسيم افتراضي ذو طاقة سالبة في الثقب الأسود ويصبح فيه جسيمًا حقيقيًا أو نقيضًا لجسيم حقيقي. تؤدي تلك الحالة إلى انفصال الجسيم عن نقيضه عند أفق الحدث قبل أن يفني كل منهما الآخر. ويسقط أحدهما في الثقب الأسود بينما يسوح الجسيم الآخر كجسيم حقيقي في الفضاء، وقد يترك نطاق الثقب الأسود. ويفقد الجسيم الحقيقي الساقط في الثقب الأسود طاقة الوضع وهي تكون كافية لتوليد ازدواج جديد وكافية لإطلاق الجسيم الآخر لكي يغادر حقل الجاذبية للثقب الأسود.
طبقًا لمعادلة أينشتاين لتكافؤ الطاقة والمادة E=mc² (حيث E الطاقة، وm كتلة المادة وc² مربع سرعة الضوء في الفراغ) فتكون الطاقة متناسبة طرديًا مع الكتلة. فإذا اكتسب الثقب الأسود طاقة سالبة فيفقد بسبب ذلك جزءًا من كتلته. وتشكل الجسيمات الحقيقية التي تهرب من الثقب الأسود ما يسمى بإشعاع هوكينغ. ونظرًا لأن هذا الافتراض يمكن أن ينطبق أيضًا على الفوتونات، فيمكن أن يحتوي اشعاع هوكينغ على طيف مستمر من موجات كهرومغناطيسية مختلفة في أطوال موجاتها.
ونظرًا لأن انحناء الزمكان يكون شديدًا بالقرب من الثقب الأسود فإن اهتزازات الفراغ هناك تكون شديدة أيضًا، وتكون تلك ظاهرة مهمة بالنسبة إلى الثقوب السوداء القليلة الكتلة نسبيًا. وتكون أبعاد الثقوب السوداء ذات كتلة صغيرة نسبيًا (حد شفارتزشيلد)، ويكون أفق الحدث لها وكذلك الزمكان المحيط بها شديدي الانحناء. أي أنه كلما زادت كتلة الثقب الأسود، قلّ ما يخرج منه من أشعة. وكلما قلت كتلة الثقب الأسود، كان معدل تبخره سريعًا.

## درجة حرارة هوكينغ
يمكن تعريف إنتروبيا هوكينغ باستخدام التعريف الترمودينامي لدرجة الحرارة T:

{\displaystyle {\frac {1}{T}}={\frac {\mathrm {d} S}{\mathrm {d} E}}}

حيث:
S الإنتروبي
E الطاقة
وبذلك يمكن تعريف درجة حرارة إشعاع الثقب الأسود، وهي تُسمى «درجة حرارة هوكينغ» TH بالصيغة:

{\displaystyle T_{\mathrm {H} }={\frac {\hbar \ c^{3}}{8\pi \,G\,Mk_{\mathrm {B} }}}}

حيث:
ħ ثابت بلانك المخفض،
c سرعة الضوء،
G ثابت الجاذبية،
M كتلة الثقب الأسود،
و kB ثابت بولتزمان.
وتعتمد تلك المعادلة على تقريب افتراضي للتوازن الترمودينامي. يعمل جاذبية الثقب الأسود على استرجاع جزء من الإشعاع الخارج منه. ولذلك فمن المفروض أن تكون الثقوب السوداء ليست سوداء تمامًا وإنما «رمادية اللون» وتكون خاصية كثافة إشعاعها أقل من خصائص الجسم الأسود.
تنطبق المعادلة أعلاه على الثقوب السوداء ذات الكتل الكبيرة، حيث افترض أن يكون انحناء الزمكان عند أفق الحدث فيها قليل ويمكن اهماله بحيث يمكن تطبيق ميكانيكا الكم المعتادة على زمكان ريندلار. وبالنسبة إلى ثقب أسود صغير جدًا فيمكن توقع أن تختلف شدة توزيع الإشعاع الصادر من الثقب الأسود اختلافًا كبيرًا عن الإشعاع الصادر من جسم أسود، حيث أنّ التأثيرات الكمومية سوف تلعب دورًا هامًا في تلك الحالة بالمقارنة بالحالة الكلاسيكية للجسم الأسود.
ويمكن أن ينشأ ما يسمى تأثير جيبون-هوكينغ.

## استنتاجات ونظرة إلى المستقبل
يعتمد افتراض إشعاع هوكينغ على اقتران بين تاثيرات ميكانيكا الكم والنظرية النسبية العامة ونظريات الترموديناميكا. ونظرًا لعدم توحيد تلك النظريات مع بعضها البعض حتى وقتنا الحالي - في توحيد يعمل الباحثون على التوصل غليه فيما يسمى «نظرية الكم للجاذبية» -، لذلك تتسم نتائج المناقشة هنا بشيئ من عدم الدقة.
يفقد الثقب الأسود أشعة حرارية ومن كتلته. فهو ينكمش ببطء بمرور الوقت. فإذا افترضنا طيف جسم أسود وطبقنا عليه قانون بولتزمان بالنسبة إلى شدة إشعاعه، فإننا نستطيع استنتاج «مدة عمره»
{\displaystyle \tau } من قدرة إشعاعه، وتتناسب مدة عمره مع القوة 3 لكتلته. أي أنّ:
{\displaystyle \tau \approx 2,1\cdot 10^{67}{\frac {M^{3}}{M_{\odot }^{3}}}\,\mathrm {a} }
حيث:
{\displaystyle M_{\odot }} - كتلة الشمس
```
(ملحوظة: مدة العمر محسوبة بالسنين ويدخل فيها العدد البالغ 

  

    

      

        
⋅

        

          
10

          

            
67

          

        

      

    

    
{\displaystyle \cdot 10^{67}}

  

 سنة وهو عدد خيالي تماما إذ أن عمر الكون حتى الآن لا يتعدى 

  

    

      

        
⋅

        

          
10

          

            
14

          

        

      

    

    
{\displaystyle \cdot 10^{14}}

  

```

سنة.)

## اقرأ أيضا
- ستيفن هوكينغ
- ترموديناميك الثقب الأسود
- إشعاع سيكلوتروني
- إشعاع شيرنكوف
- أشعة انكباح

## وصلات خارجية
1. ↑  Stephen Hawking: Eine kurze Geschichte der Zeit, S. 141 f., Rowohlt Taschenbuch Verlag, 2005, 25. Auflage, ISBN 3-499-60555-4
2. ↑  Stephen W. Hawking, Particle creation by black holes, Commun. Math. Phys. 43 (1975), 199—220